# Ascoviridae
Die Ascoviridae sind eine Familie von Viren mit der Typusgattung Ascovirus, die dem Phylum der Nucleocytoviricota (veraltet Nucleocytoplasmic large DNA viruses, NCLDV; frühere Vorschläge hatten auf Nucleocytoplasmaviricota bzw. – im Rang einer Ordnung – Megavirales gelautet) zugerechnet wird.
Es handelt sich um behüllte Viren mit einer doppelsträngigen, zirkulären DNA als Genom, die bislang ausschließlich bei Insekten der Ordnung Schmetterlinge (Lepidoptera) zu finden sind. Der Name der Familie leitet sich ab von griechisch ασκός ‚Schlauch, Säckchen‘, was auf die für die Ascoviren typische Abschnürung von virushaltigen Membranbläschen bei infizierten Zellen hindeutet. Die erste Virusspezies der Familie wurde 1983 entdeckt.
Mehrere Studien unterstützen seit dem Jahr 2000 die Annahme, dass die Ascoviridae sich aus den Iridoviridae entwickelt haben.

## Morphologie
Die behüllten Virionen der Ascoviridae haben eine unregelmäßige, längliche, ovale Form mit einem Durchmesser von etwa 130 nm und einer Länge von 200–400 nm. Sie bestehen aus einer Virushülle mit einer netzartig geformten Oberfläche und einer inneren Partikelstruktur. Dieses innere Partikel wird von einem Kapsid mit komplexer Symmetrie und einer darum herumgelegten, inneren Lipidmembran gebildet. Diese zweite innere Membran erinnert an den Aufbau der Poxviridae, mit denen die Ascoviren aber sonst keine Sequenzähnlichkeiten teilen.

## Genom und Vermehrung

Genomkarte von SfAV-1a (Ascoviridae)

Das zirkuläre Genom der bisher sequenzierten Ascoviren ist zwischen 120 und 180 kBp groß (z. B. SfAV-1a: 156.922 bp und DpTV – früher DpAV-4a: 119.343 bp); damit gehören sie zusammen mit den Herpesvirales und Poxviridae zu den größten Viren. Aus den noch nicht ganz aufgeklärten Offenen Leserahmen des Genoms leiten sich mindestens 15 Polyproteine ab. Die Vermehrung des Genoms und der Zusammenbau des Kapsids geschieht im Zellkern der Insektenzelle, wobei dieser aufquillt und die Kernmembran zerreißt. Es kommt zur Bildung von typischen Membranfalten und vielfachen Abschnürungen im Inneren der Zelle. Die zuerst gebildeten Kapside werden mit einer de novo gebildeten Lipidmembran umkleidet und dieses innere Partikel wird durch eine Knospung an der Zellmembran mit der Virushülle umkleidet.
Das Genom von Diadromus pulchellus ascovirus 4a (DpTV) kodiert voraussichtlich 119 Proteine.

## Biologische Eigenschaften

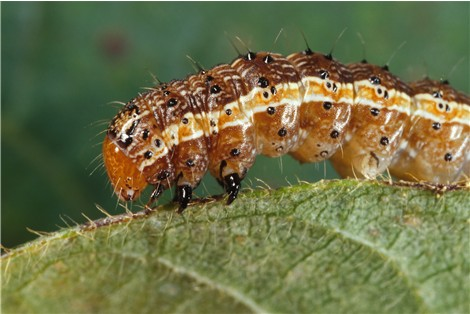
Larve von Spodoptera frugiperda

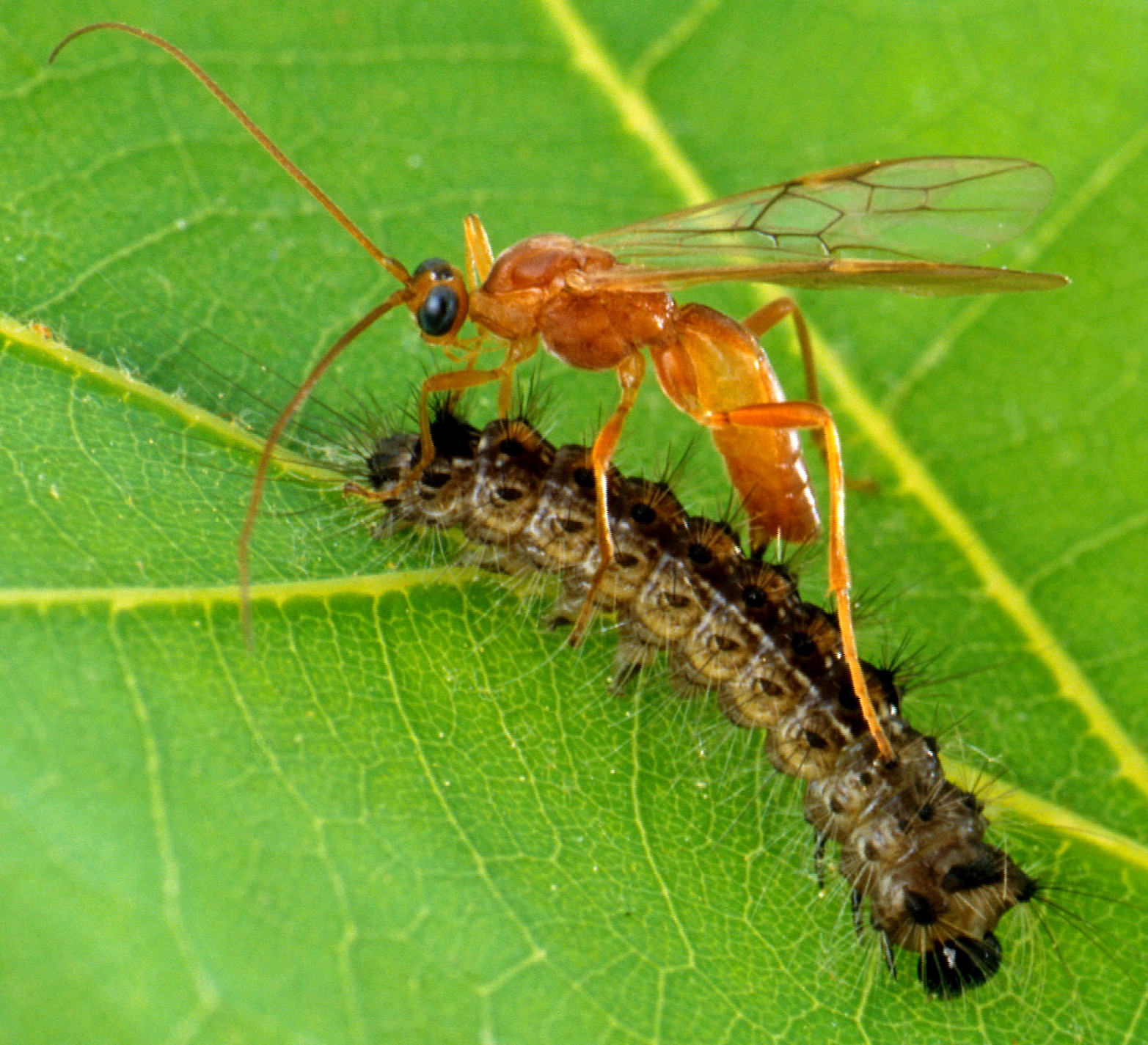
Eiablage der Brackwespe Aleiodes indiscretus (Rogadinae) in eine Mottenlarve

Ascoviren infizieren die Larven von Schmetterlingen und Faltern überwiegend aus der Familie Noctuidae (Eulenfalter). Die Larven sterben bei einer chronischen Ascovirus-Infektion ab und sind zuvor in ihrer Entwicklung erheblich verlangsamt; die Vermehrung des Virus geschieht überwiegend im Fettgewebe der Raupen. Die Ascoviren sind wahrscheinlich weltweit überall dort verbreitet, wo Eulenfalter-Arten anzutreffen sind.
Bisher wurden unterschiedliche Virusspezies aus Arten der Familie Noctuidae isoliert, und zwar bei Spodoptera frugiperda, Trichoplusia ni, Heliothis virescens, Helicoverpa spp. und Autographa precationis. Eine Infektion ist auch bei der Lauchmotte Acrolepiopsis assectella (Familie Yponomeutidae) beschrieben. Die Virusspezies TnAV-2a und HvAV-3a sind bei mehreren Falterarten zu finden und können sich experimentell in Insektenzellen aus sehr vielen Spezies der Familie Noctuidae vermehren. Die Vermehrung des SfAV-1a ist strikt auf die Spezies Spodoptera frugiperda beschränkt.
Die Übertragung der Viren geschieht durch parasitische Schlupf- und Brackwespen (Ichneumonoidea: Familien Ichneumonidae und Braconidae), deren Eiablage-Apparat (Ovipositor) bei der Eiablage in infizierten Raupen kontaminiert wird. Bei erneuter Eiablage in anderen Raupen kann das Virus weiter verbreitet werden. Bei einer Wespenart (Diadromus pulchellus) liegt das Genom des Ascovirus DpTV-4a in nicht-integrierter Form in den Zellkernen vor, so dass auch innerhalb der übertragenden (aber nicht erkrankten) Wespenpopulation das Virus schon auf die Wespeneier übertragen wird.

## Systematik

### Innere Systematik

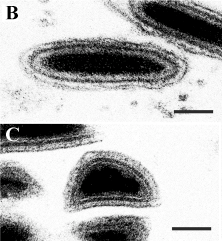
B und C: Ultradünnschnitte durch Virionen von SfAV-1a (längs bzw. quer).

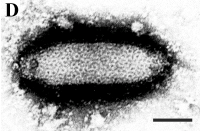
D: Negativ gefärbtes Präparat eine Virions von SfAV-1a; Balken 50 nm.

Die Systematik der Ascoviridae nach International Committee on Taxonomy of Viruses (ICTV), Stand 4. April 2024  ist wie folgt:
Familie Ascoviridae
- Gattung Ascovirus
  - Spezies Ascovirus hvav3a mit
    - Heliothis virescens ascovirus 3a (HvAV-3a, Referenz oder „Exemplar“)
    - Heliothis virescens ascovirus 3f (HvAV-3f)
    - Heliothis virescens ascovirus 3g (HvAV-3g)

  - Spezies Ascovirus sfav1a mit
    - Spodoptera frugiperda ascovirus 1a (SfV, SfAV-1a und SfAV-1b)

  - Spezies Ascovirus tnav2a mit
    - Trichoplusia ni ascovirus 2a (TnV oder TnAV-2a, inkl. TnAV-6a[A. 1])

  - Spezies „Heliothis virescens ascovirus 3i“ (HvAV-3i)
  - Spezies „Spodoptera exigua ascovirus 5a“
  - Spezies „Spodoptera frugiperda ascovirus 1c“ (SfAv-1c)
  - Spezies „Spodoptera frugiperda ascovirus 1d“ (SfAv-1d)
  - Spezies „Trichoplusia ni ascovirus 2b“ (TnAV-2b)
  - Spezies „Trichoplusia ni ascovirus 2c“ (TnAV-2c)
  - Spezies „Trichoplusia ni ascovirus 2d“ (TnAV-2d)
  - Spezies „Trichoplusia ni ascovirus 6b“ (TnAV-6b)

- Gattung Toursvirus (abgetrennt von Gattung Ascovirus)
  - Spezies Toursvirus dptv1a mit
    - Diadromus pulchellus toursvirus (DpTV, DpTV-1a, früher Diadromus-pulchellus-Ascovirus 4a, DpAV-4a)

  - Spezies „ Dasineura jujubifolia toursvirus 2a“
  - Spezies „Diabrotica toursvirus 3a“

- ohne Gattungszuweisung
  - Spezies Helicoverpa-armigera-Ascovirus 7a (HaAV-7a)[17]
  - Spezies Helicoverpa-punctigera-Ascovirus 8a (HpAV-8a)[17]
  - Spezies Spodoptera-exigua-Ascovirus 5a (SeAV-5a)[17]
  - Spezies Spodoptera-exigua-Ascovirus 6a (SeAV-6a)[17]

Für die genauen Verwandtschaftsbeziehungen innerhalb der Familie Ascoviridae
schlägt das ICTV folgendes Kladogramm vor:
|  | \| \| HvAV-3g \| \| \| \| \| \| SfAV-1a \| \| \| \| |
|  |                                                     |
|  | TnAV-6a                                             |
|  |                                                     |
|  | HvAV-3g                                             |
|  |                                                     |
|  | SfAV-1a                                             |
|  |                                                     |

|  | HvAV-3g |
|  |         |
|  | SfAV-1a |
|  |         |

|  | \| \| HvAV-3g \| \| \| \| \| \| SfAV-1a \| \| \| \| |
|  |                                                     |
|  | TnAV-6a                                             |
|  |                                                     |
|  | HvAV-3g                                             |
|  |                                                     |
|  | SfAV-1a                                             |
|  |                                                     |

|  | HvAV-3g |
|  |         |
|  | SfAV-1a |
|  |         |

### Äußere Systematik
Aufgrund von Sequenzuntersuchungen ist anzunehmen, dass die Ascoviridae und die morphologisch doch sehr abweichenden Iridoviridae einen gemeinsamen Vorfahren teilen.
Einen Kladogramm der Asco- und Iridiviridae findet man beim ICTV, und in Fenner’s Veterinary Virology (Fifth Edition)
2017
Danach sind die Iridoviridae eine Schwestergruppe der Gattung Toursvirus (mit DpTV alias DpAV), während die Gattung Ascovirus eine basale Stellung in der gemeinsamen Klade einnimmt.
Nach Andreani et al. (2018) sind umgekehrt die Ascoviridae eine Schwestergruppe der Alphairidovirinae, während hier die Betairidovirinae basal in der gemeinsamen Klade stehen. Diese Ansicht wird auch durch Rolland et al. (2019) unterstützt. Neben den Unterfamilien der Iridoviridae erscheinen die Ascoviridae vom Rang einer Unterfamilie innerhalb einer gemeinsamen Familie Irido-Ascoviridae.
Weiter wird vermutet, dass sich aus den Ascoviridae die Gattung Ichnovirus (Familie Polydnaviridae) entwickelt hat.